# Oberonia nitida
Oberonia nitida är en orkidéart som beskrevs av Gunnar Seidenfaden. Oberonia nitida ingår i släktet Oberonia och familjen orkidéer.
Artens utbredningsområde är Thailand. Inga underarter finns listade i Catalogue of Life.